# Cotthembos
Het Cotthembos of Kottembos met de Oombergse bossen is een natuurgebied en erkend natuurreservaat in de Vlaamse Ardennen in Zuid-Oost-Vlaanderen (België). Het bosgebied ligt op het grondgebied van de gemeentes Sint-Lievens-Houtem, Zottegem (deelgemeente Oombergen) en Herzele (deelgemeente Hillegem) in de valleien van de Klokfonteinbeek en de Cotthembeek. Het gebied wordt (deels) beheerd door de Vlaamse overheidsdienst Agentschap voor Natuur en Bos (onder de naam 'Vallei van de Cotthembeek'). Het bos- en natuurgebied is erkend als Europees Natura 2000-gebied (Bossen van de Vlaamse Ardennen en andere Zuid-Vlaamse bossen) en maakt deel uit van het Vlaams Ecologisch Netwerk. De vallei van de Cotthembeek wordt beschermd als Vlaams erfgoedlandschap.

## Landschap
Het natuurgebied ligt aan een heuvelflank, in een bosrijke omgeving in de vallei van de Cotthembeek (Kottembeek). Het vormt een geheel van bossen, open kouters met hier en daar een houtkant of holle weg. In het lager gelegen meersengebied komen vochtige hakhoutbossen en weiden voor. In de Oudheid moet er een zekere Cota hebben gewoond. Cotthem (Kottem) is immers een verbastering van het Germaanse Cota haim, wat zoveel betekent als "de woonplaats van Cota". Het reservaat ligt tussen Oombergen, Hillegem en Sint-Lievens-Houtem. In het hoger gelegen deel van het Cotthembos liggen allerlei bronnen, die op hun beurt de Klokfonteinbeek voeden.

## Fauna
Het bosgebied en de omliggende vallei verschaffen onderdak aan allerlei diersoorten, waaronder gewone bosmuis, eikelmuis, Europese Rode Eekhoorn, vinpootsalamander, kleine watersalamander, boomklever, glanskop, kleine bonte specht, middelste bonte specht, grote bonte specht, groene specht, geelgors, wespendief, buizerd, torenvalk, bosuil, kerkuil, steenuil en havik.

## Flora
Het bos is een gemengd zomereiken- en haagbeukenbos met boskers, esdoorn en hazelaar. Het lager gelegen deel van het Cotthembos omvat het in Vlaanderen zeldzame elzen- of essenbronbos. Er komen allerlei plantensoorten voor zoals verspreidbladig goudveil en reuzenpaardenstaart en ook typische voorjaarsbloeiers als sneeuwklokje, bosanemoon, paarse schubwortel, wilde hyacint en daslook. Op de graslanden bloeit reukgras en pinksterbloem.

## Natuurbeleving
Het Cotthembos is vrij toegankelijk op de wandelpaden die het natuurgebied in Oombergen en Sint-Lievens-Houtem doorkruisen. De bewegwijzerde Cotthemroute (12,5 km), de 'Natuurroute Cotthem' en het wandelnetwerk 'Tussen Dender en Zwalm' slingeren door het bos. Vlakbij ligt de pastorietuin van Oombergen ('speelbos drOOmbergen').

## Afbeeldingen

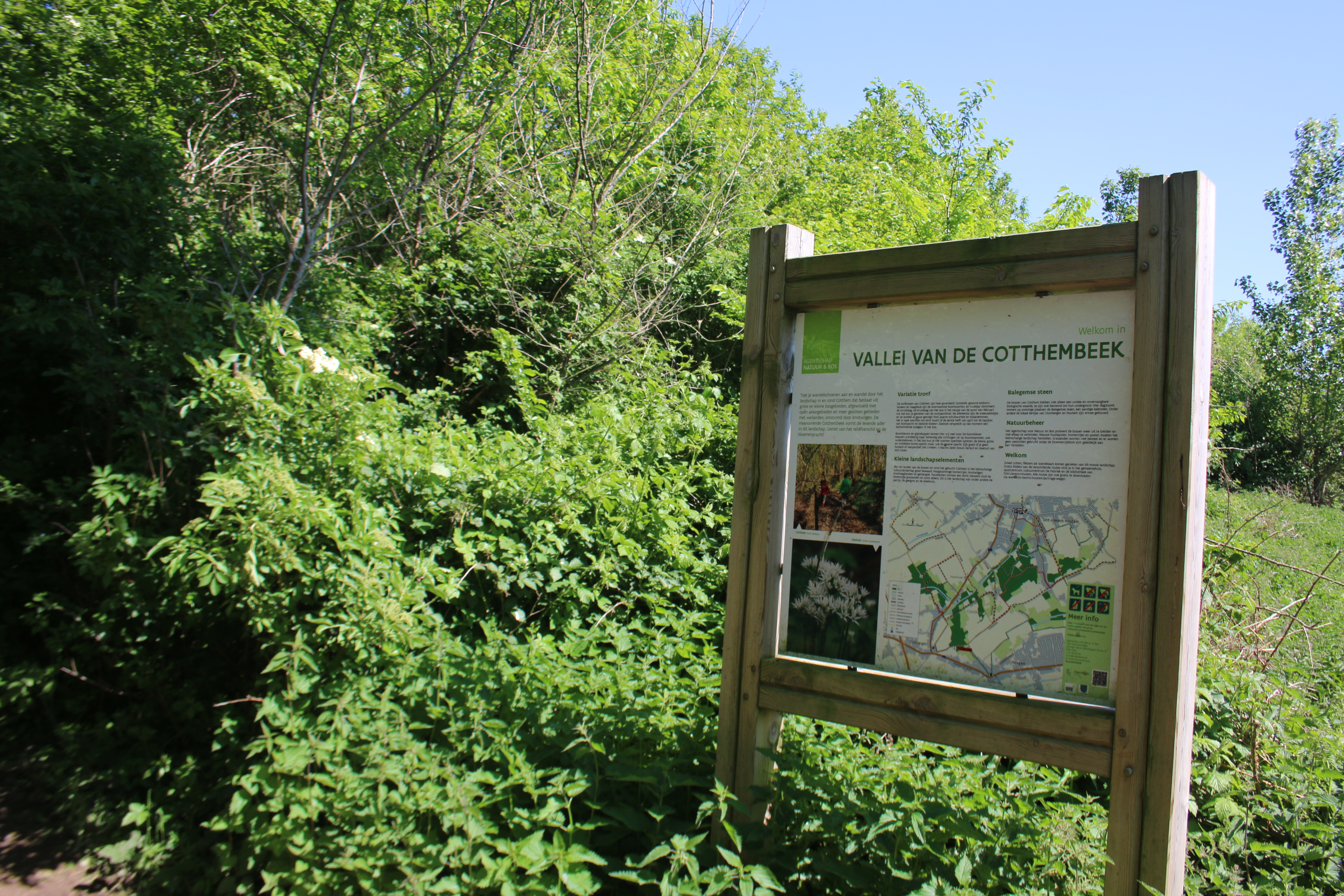
Infobord
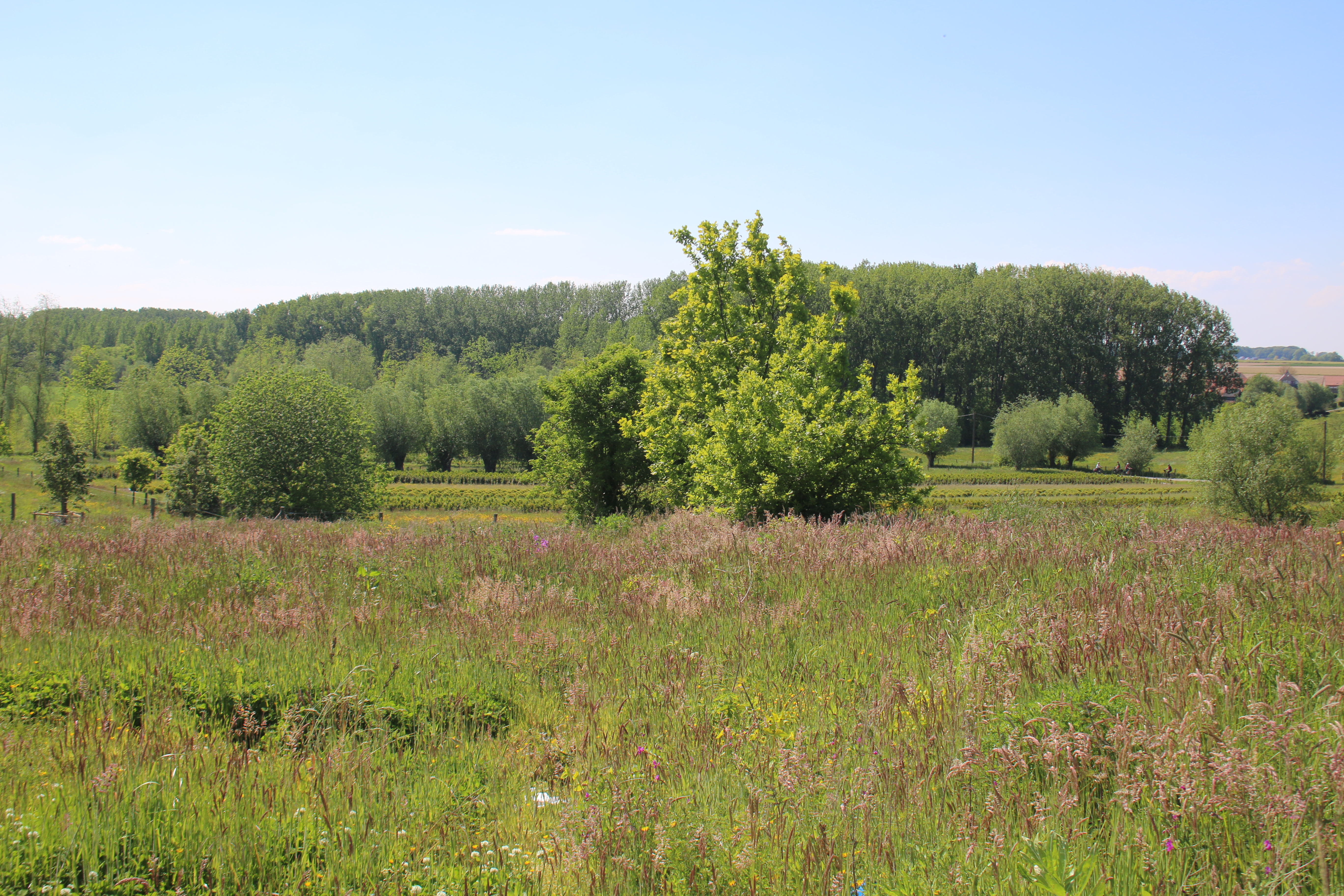
Cotthem
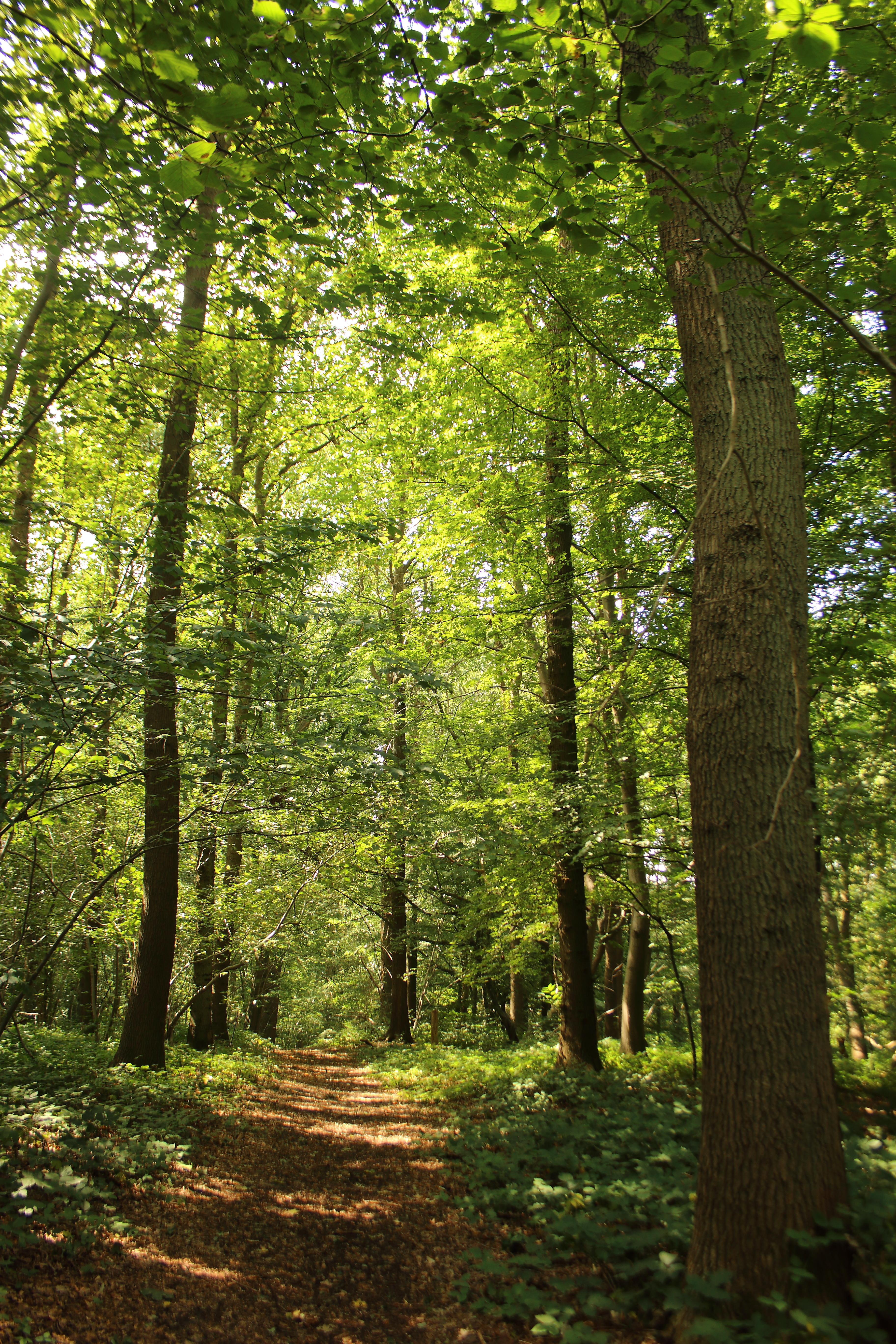
Cotthembos
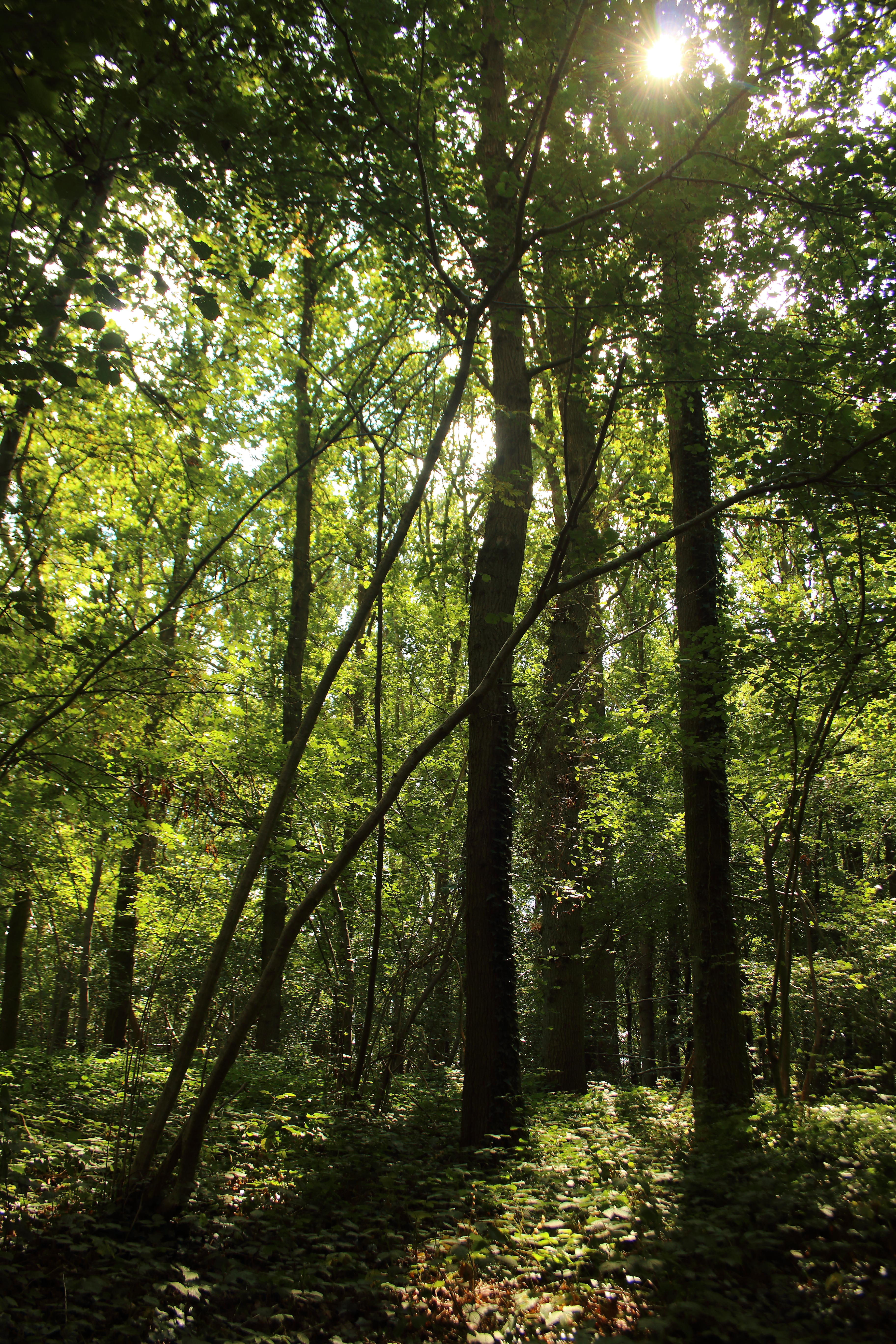
Cotthembos
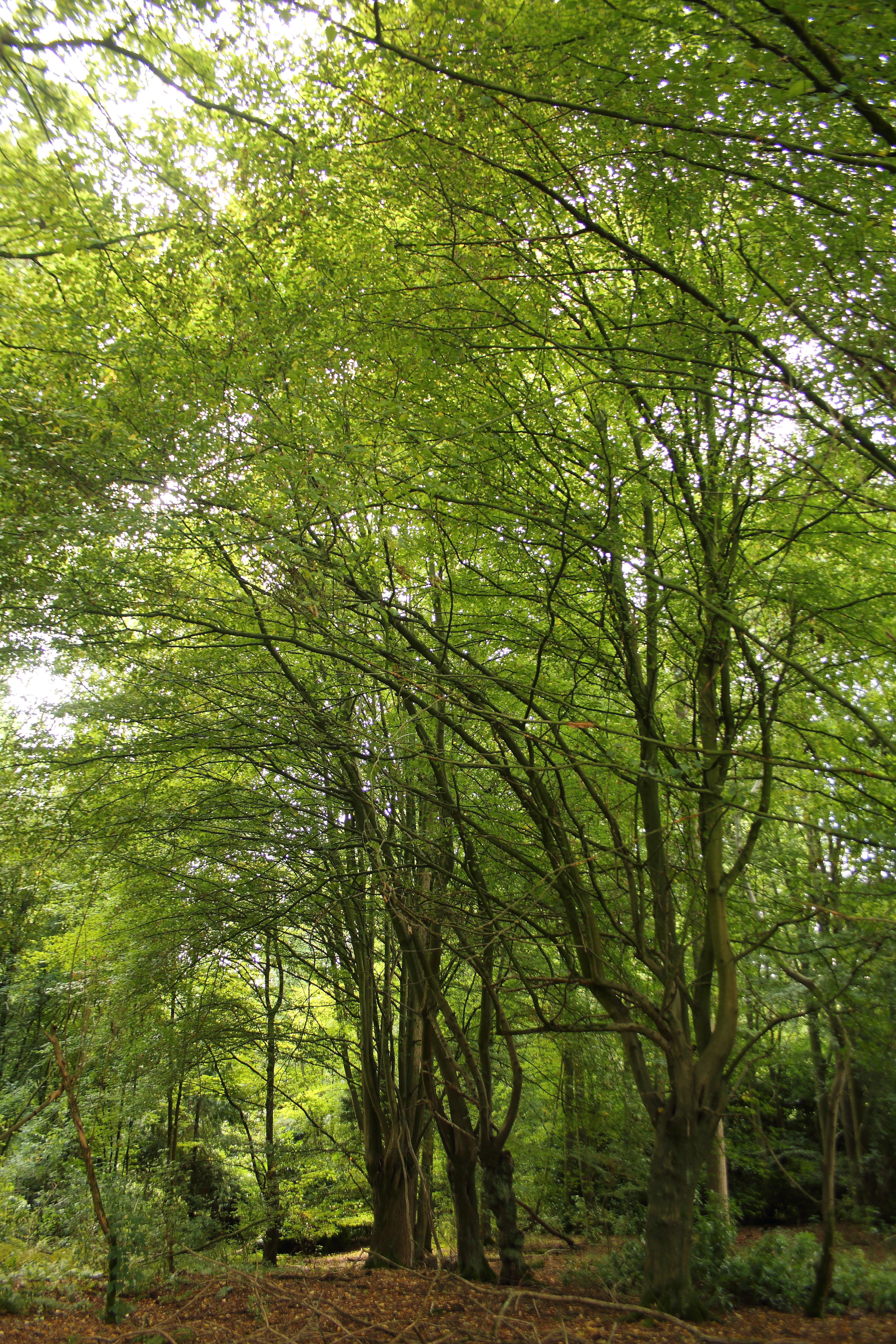
Oombergse bossen
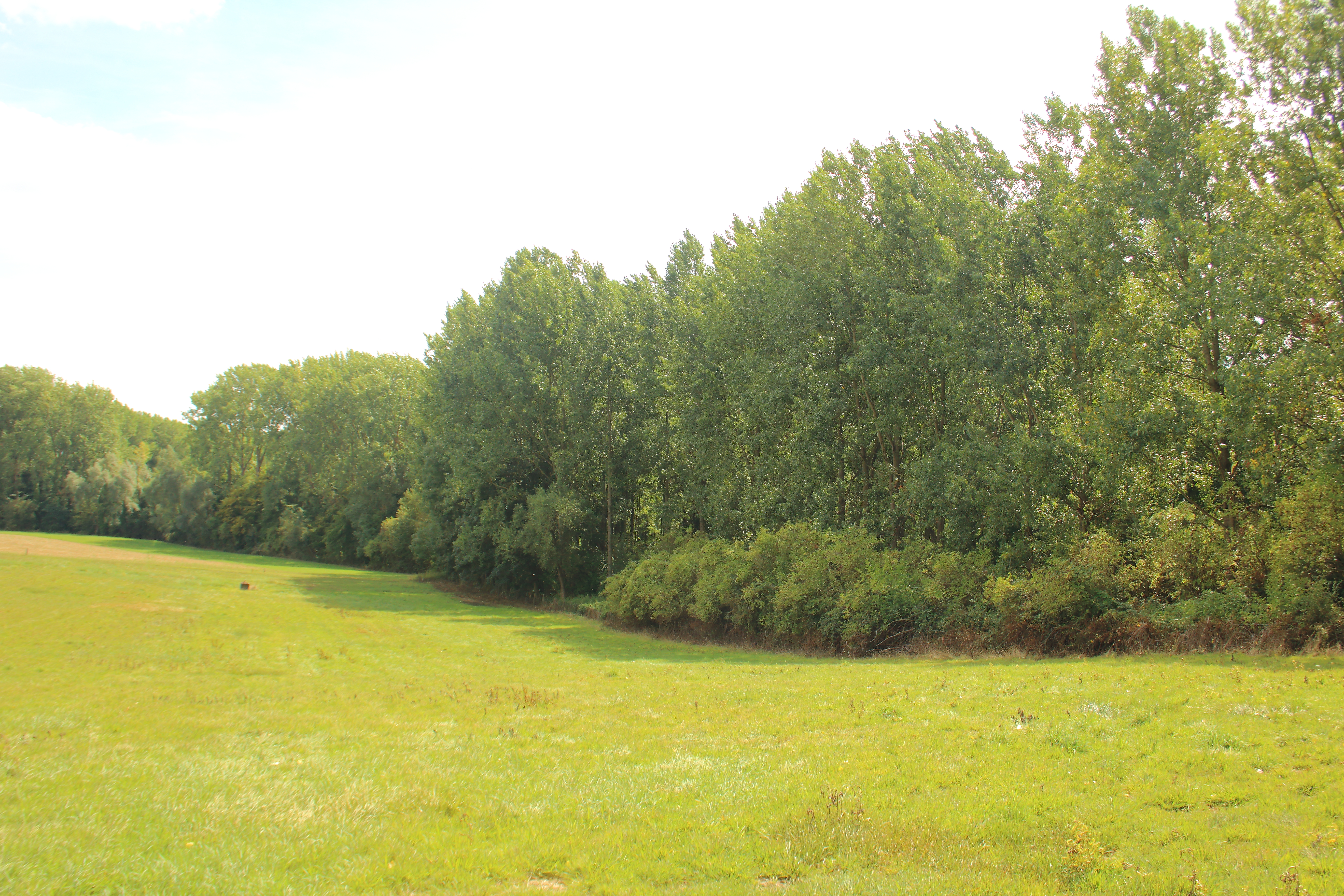
Oombergse bossen